# 米田浩
米田 浩（よねだ ひろし）は、日本の国土交通官僚。秋田県企画振興部長、運輸安全委員会事務局審議官などを経て、日本倉庫協会理事長。

## 人物・経歴
徳島県小松島市出身。小松島市立小松島小学校、灘中学校・高等学校を経て、東京大学法学部卒業。1983年運輸省入省。在タイ日本大使館一等書記官等を経て、2000年から秋田県企画振興部長を務め、秋田空港のソウル直行便を実現するなどした。
2001年国土交通省大臣官房総務課企画官。2002年国土交通省関東運輸局交通環境部長。2003年国土交通省鉄道局総務課鉄道企画室長。2006年中部国際空港管理本部経営企画部長。2008年国土交通省鉄道局都市鉄道課長。2010年国土交通省総合政策局海洋政策課長。
2011年国土交通省港湾局総務課長。2012年運輸安全委員会事務局審議官。2014年四国旅客鉄道総合企画本部特任部長。2015年鉄道建設・運輸施設整備支援機構理事。2016年国土交通省大臣官房付、退官、東光電気工事顧問。2020年日本倉庫協会理事長。